# انفجار بزرگ (بازار مالی)

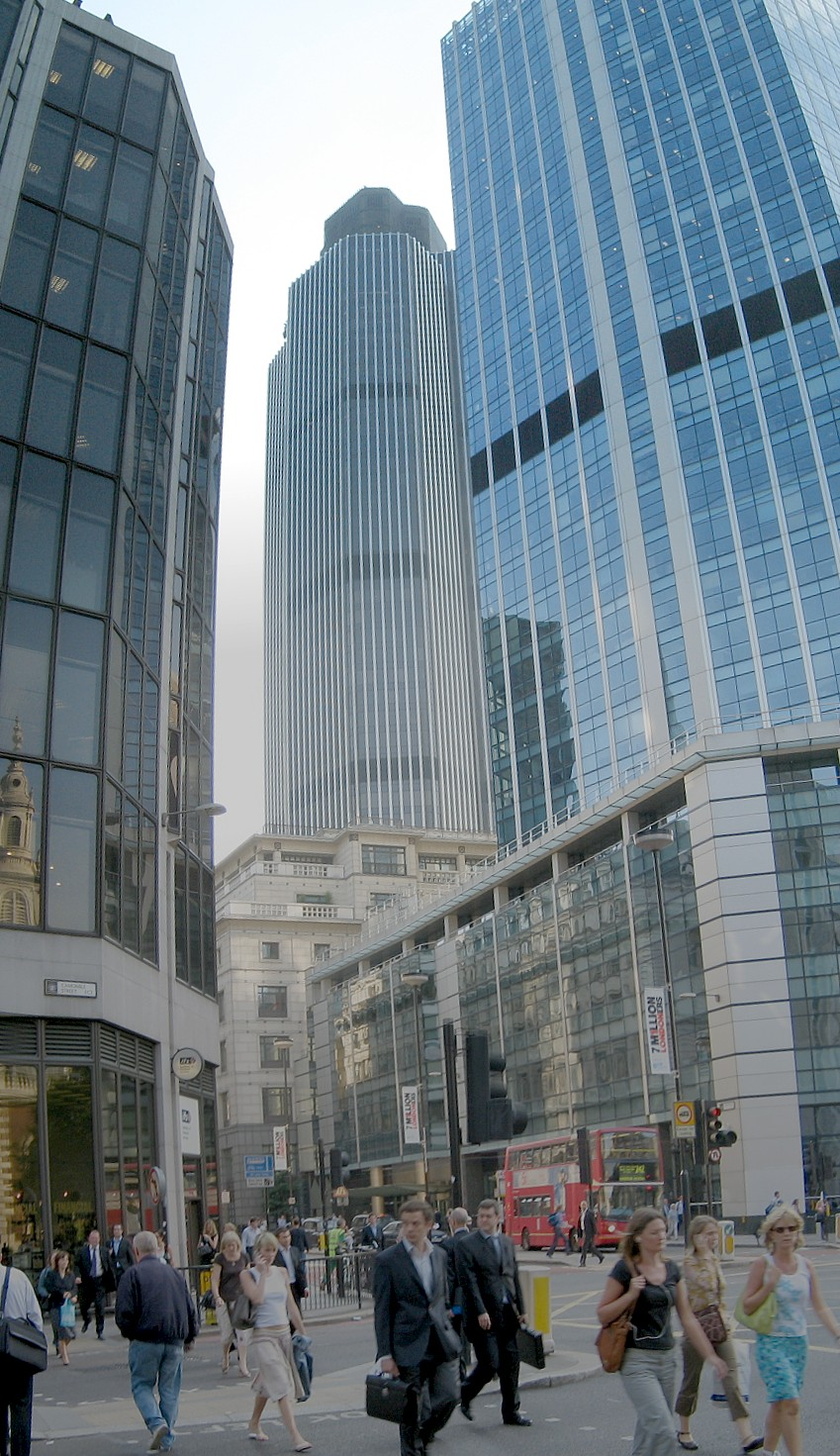
Bishopsgate in the City

انفجار بزرگ (به انگلیسی: Big Bang) اشاره به تغییراتی دارد که در اکتبر سال ۱۹۸۶ در مؤسسات و آیین نامه‌های مالی در شهر لندن (که مرکز تجاری بریتانیا بود) روی داد. این تغییرات در پاسخ به رقابت فزاینده بین‌المللی ارائه خدمات مالی و انقلاب مخابراتی که به وسیلهٔ ریز پردازنده‌های الکترونیکی محقق شده بود، اتفاق افتاد.